# Joseph Rehmann

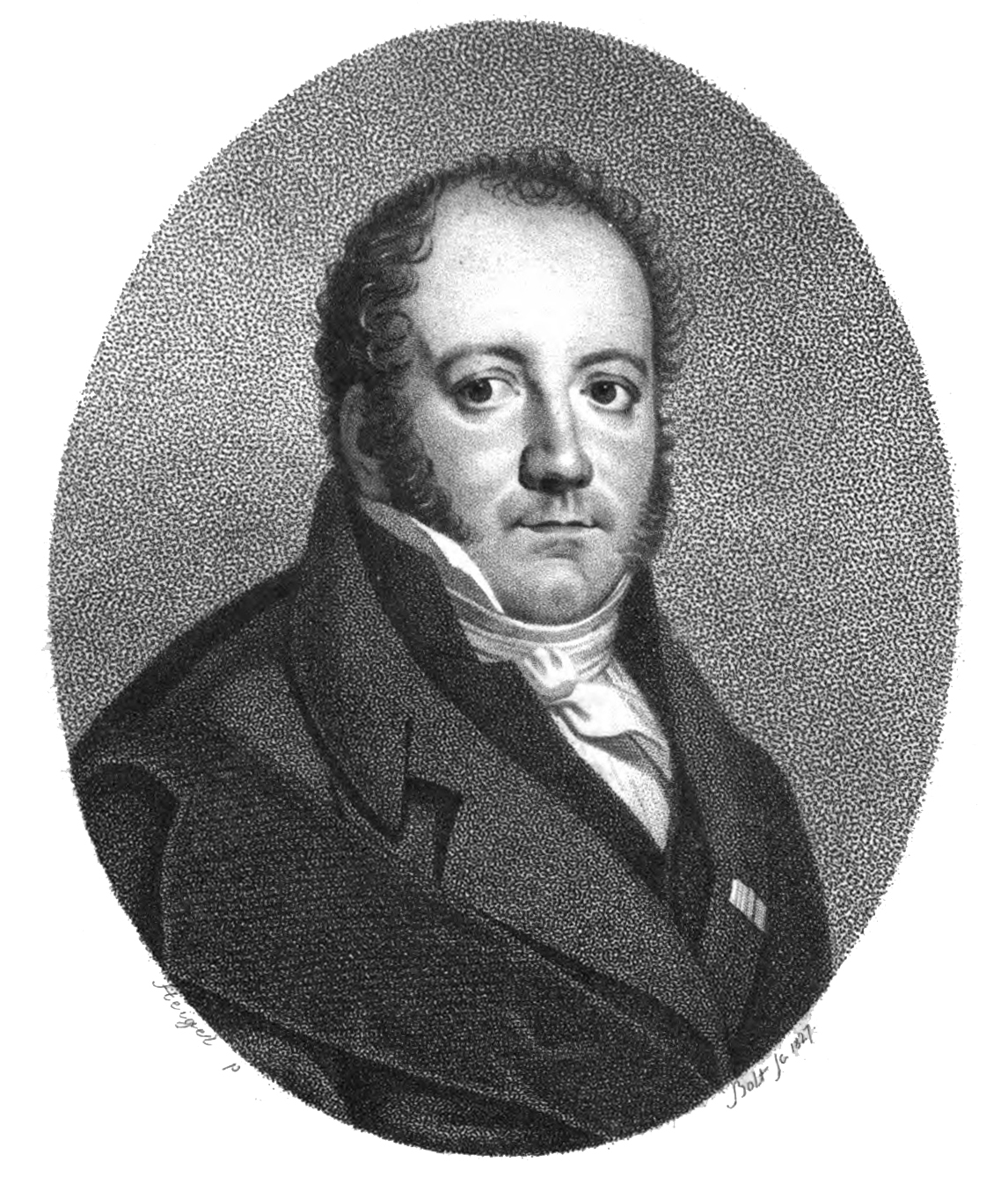
Joseph Rehmann

Joseph Rehmann (* 28. August 1779 in Saulgau; † 6. Oktober 1831 in Sankt Petersburg) war ein deutscher Arzt in Russland.

## Leben und Wirken
Joseph Rehmanns Vater war der Arzt Joseph Xaver Rehmann (1755–1823) (Pseudonym Michael Ackermann), der aus alter angesehener Arztfamilie entstammte und in Wien am Josephinum als Lehrer tätig gewesen war, ehe er sich in Donaueschingen niederließ, wo er ab 1787 fürstlich-fürstenbergischer Leibarzt wurde. Der Sohn Joseph Rehmann besuchte das Gymnasium in Donaueschingen und studierte 1794–1801 Medizin in Wien, wo er am 27. Februar 1802 seine Approbation als Arzt erhielt.

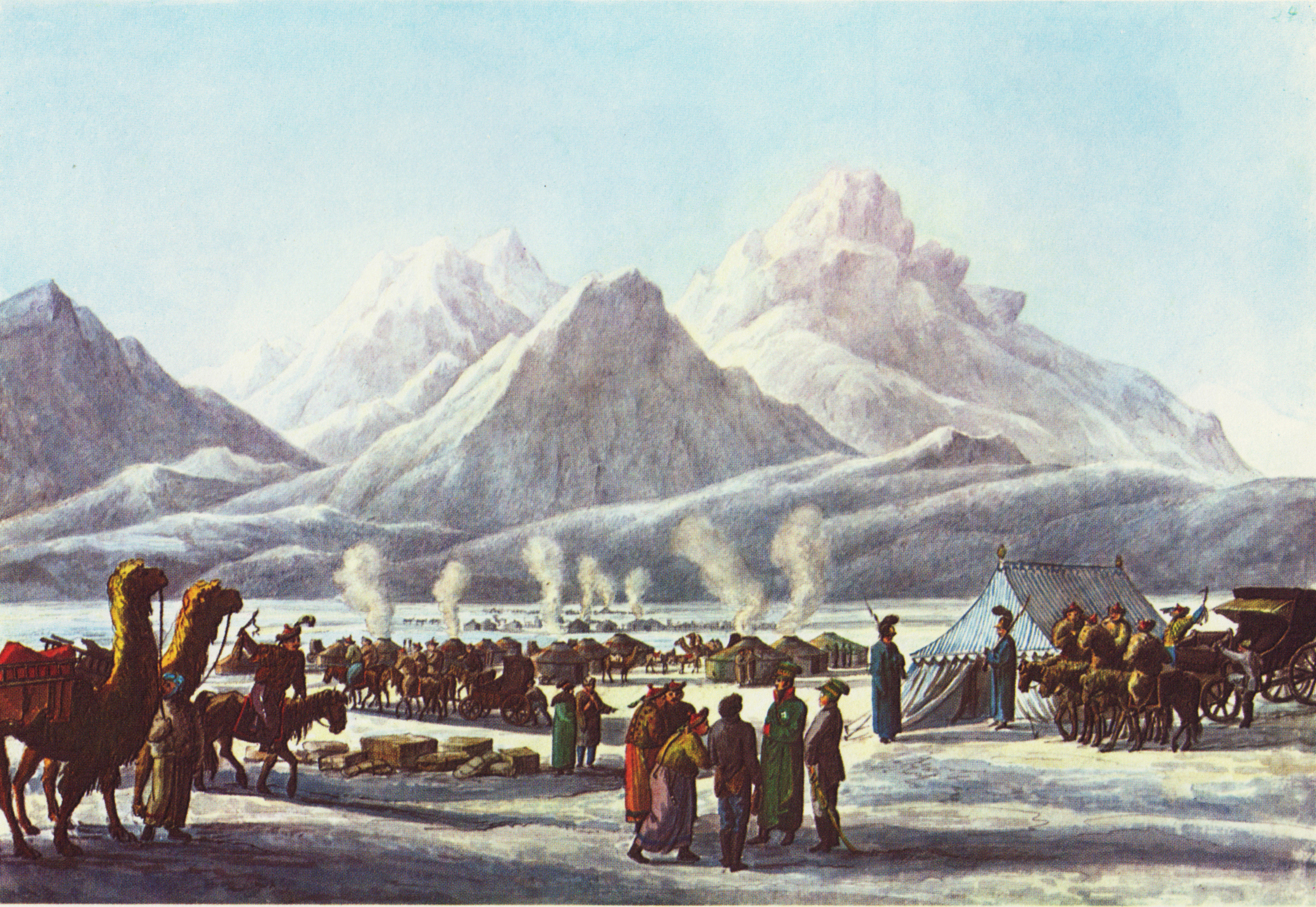
Aufbruch der Golowkin-Gesandtschaft von einem Lagerplatz 1805–06

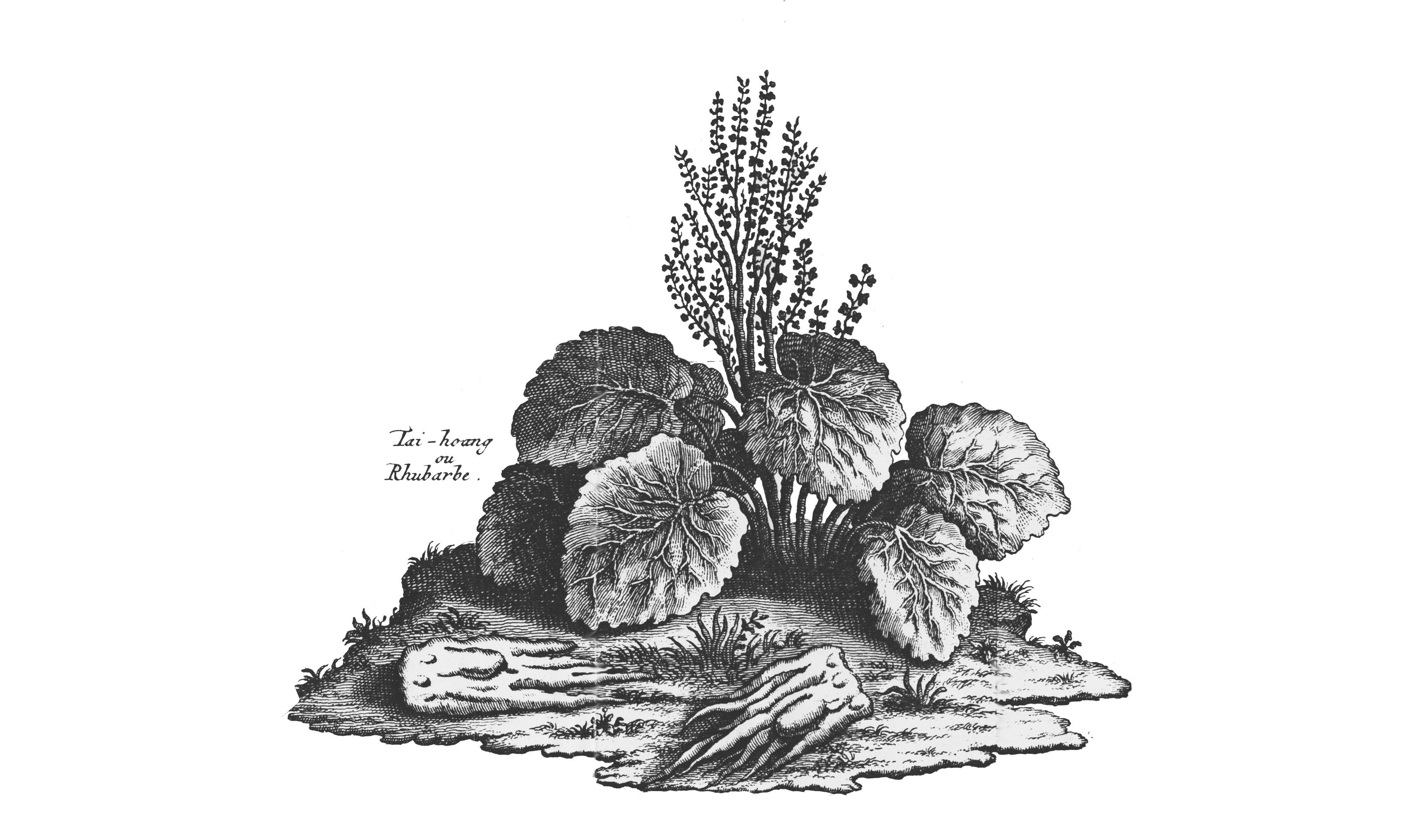
Abbildung der Pflanze des Medizinal-Rhabarbers 1736

Sein Lehrer Johann Peter Frank empfahl ihn an den Musikmäzen und russischen Gesandten in Wien Graf Alexei Kirillowitsch Rasumowski (1748–1822), der ihn 1802 als Hausarzt nach Sankt Petersburg mitnahm. Am 20. Februar 1805 erhielt Joseph Rehmann in Sankt Petersburg die Erlaubnis zur Ausübung des ärztlichen Berufes. 1805–1806 begleitete er auf Empfehlung Rasumowskis als Arzt den Grafen Juri Alexandrowitsch Golowkin (1762–1846) auf einer Gesandtschaftsreise nach China und er hatte dabei „alle auf dem Wege gelegenen Hospitäler und Lazarette zu visitieren“. Die Gesandtschaft, die bessere Handelsbeziehungen zwischen China und Russland herbeiführen sollte, scheiterte an unterschiedlichen Zeremoniellerwartungen, erreichte ihr Ziel Peking nicht und musste schon in Ulaanbaatar umkehren. Auf dem Reiseweg der Gesandtschaft war es Rehmann gelungen, in Irkutsk eine Scharlachepidemie einzudämmen und er konnte die Verbreitung der Pockenschutzimpfung unter den Burjaten vorantreiben. Außerdem inspizierte er die auf dem Reiseweg gelegenen Hospitäler.
Nach seiner Rückkehr von der Gesandtschaftsreise versuchte Rehmann, sich in Moskau als praktischer Arzt zu etablieren. 1810 wurde sein Mäzen Graf Rasumowski Unterrichtsminister und Rehmann folgte ihm nach St. Petersburg.

### Rhabarber-Handel und Moschus-Handel
Nachdem China sich seit 1653 für Handelsbeziehungen mit Russland geöffnet hatte, beanspruchte Russland ab 1704 ein Monopol für den Handel mit der Chinesischen Rhabarberwurzel (Radix Rhei). Dieses Monopol wurde 1728 auf den Platz Kjachta beschränkt, wo ab 1736 eine besondere amtliche Kontrollstation für den Rhabarberhandel eingerichtet wurde. Der Handelsweg führte weiter von Kjachta über die asiatische Steppe nach Moskau und St. Petersburg, von wo aus die Ware dann nach Europa verschifft wurde.
Eine Rhabarber-Kommission in Kjachta unter Vorsitz des aus Peine stammenden Apothekers Johann August Carl Sievers sollte bereits gegen Ende des 18. Jahrhunderts Einzelheiten über das Herkunftsland des besten Rhabarbers ausfindig machen, das man in Gansu und Tibet vermutete. Ziel der Kommission war es, durch Kenntnisse über die Anbaumethoden und Anbaubedingungen des Medizinalrhabarbers (Rheum officinale) sowie durch den Besitz des Original-Saatguts Unabhängigkeit von Importen zu erlangen. Während seines Aufenthalts in Kjachta traf Rehmann zwei bucharische Rhabarberhändler, denen er Informationen entlocken konnte. Auch der Orientalist Heinrich Julius Klaproth, ein weiterer Teilnehmer der Golowkin-Gesandtschaft, erwähnte den Rhabarber-Handel in Kjachta.
Rehmann regte auch an, dass der sibirische Moschus, welcher von Russland nach China exportiert wurde, um dann über Canton nach Europa weiterverkauft zu werden, von den Russen direkt nach Europa exportiert werden sollte.

### Granatapfelschale als Surrogat der Chinarinde
1809 glaubte Rehmann in der Schale der Granatapfelfrucht (Punica granatum) einen kostengünstigen Ersatzstoff für die teure Chinarinde entdeckt zu haben.

### Ballota lanata
1812 veröffentlichte Rehmann einen Bericht über seine Erfahrung mit der Anwendung einer sibirischen Heilpflanze, die sich als Panzerina lanata (L.) Soják aus der Familie der Lippenblütler (Lamiaceae) deuten lässt, und die von ihm unter dem Namen Ballota lanata beschrieben wurde. Nach Rehmann wächst diese Pflanze in Sibirien, vom Fluss Jenissei bis an die Angara in trockenen Gebirgsabhängen und kommt auch in den Gegenden jenseits des Baikalsees vor, besonders häufig zwischen Werchne-Udinsk und Nertschinsk.
Im Gouvernement Tomsk, in einem Dorf unweit von Krasnojarsk, wurde Rehmann auf der Gesandtschaftsreise (1805–06) von einem Bauern auf die wassertreibende Wirkung des Ballota-lanata-Krauts aufmerksam gemacht. Der Stabschirurg in Krasnojarsk bekräftigte die Aussagen des Bauern und berichtete von eigenen guten Erfahrungen bei der Anwendung der Kraut-Droge. Die Gesandtschaftsreise führte weiter über Irkutsk. Hier war die medizinische Anwendung des Ballota-lanata-Krauts nicht bekannt. Weiter in Werchny-Udinsk jedoch, berichtete der dort seit 30 Jahren lebende Arzt und Hofrat Schilling über langjährige gute Erfahrung mit dem Mittel im Garnisons- und Stadthospital bei der Behandlung von Bauchwassersucht (Ascites) ohne wesentliche Organveränderung (Leberzirrhose). Schilling überließ Rehmann einige Pfund der Droge, mit welcher dieser nach seiner Rückkehr in einem kleinen Privathospital in Moskau Versuche anstellte. In zwei Fällen von chronischer Bauchwassersucht erzielte er durch die Gabe einer Abkochung der Ballota lanata dauerhafte Heilung, in drei Fällen von Bauchwassersucht mit deutlicher Leberzirrhose hatte er damit keinen Erfolg. Erst in den späten 1820er Jahren wurde Rehmanns Bericht in der medizinischen Presse zögerlich rezipiert.

## Ehrungen
Nach Joseph Rehmann ist die Pflanzengattung Rehmannia Libosch. ex Fisch. & C.A.Mey. aus der Familie der Sommerwurzgewächse (Orobanchaceae) benannt.

## Werke (Auswahl)
- Anzeige eines Mittels, die Chinarinde zu ersetzen und die Anwendung desselben gegen Wechselfieber. Nebst einer chemischen Untersuchung dieser Substanz. Hartmann, Riga 1809
  - Notice sur un remède propre à remplacer le Quinquina, en beaucoup des cas, et surtout dans son application contre les fièvres intermittentes, découvert et publié, par le Docteur J. Rehmann, Conseiller de cour de S.M. l’Empereur de toutes les Russies, Membre de la Société Impériale des Naturalistes à Moscou, et de celle des Médecins de Vilna. Suivi d’une Analyse chimique de cette substance, par F.F. Reuss, Professeur de Chimie à l’Université de Moscou. Moskau 1809 (Digitalisat)
- Zwei chinesische Abhandlungen über die Geburtshülfe. Aus dem Mandschurischen ins Russische und aus dem Russischen ins Deutsche übersetzt. Herausgegeben von Dr. J. Rehmann, Russisch-kayserl. Hofrath, einiger gelehrter Gesellschaften Mitgliede. St. Petersburg 1810 (Digitalisat)
- Über den Rhabarberhandel in Kiächta. In: Hufelands Journal der Heilkunde, Band 33. 1811, St. 1. Juli. S. 54–78. (Digitalisat)
- Über den Handel mit dem sibirischen Moschus. In: Hufelands Journal der Heilkunde, Band 33. 1811, St. 1. Juli. S. 78–79. (Digitalisat)
- (Herausgeber). Sammlung auserlesener Abhandlungen und merkwürdiger Nachrichten Russischer Ärzte und Naturforscher. St. Petersburg 1812. Darin eigene Beiträge:
  - Beschreibung einer Thibetanischen Apotheke. S. 1–54 (Digitalisat)
  - Plan zu einer Organisation des Medizinalwesens in Rußland. S. 114–164 (Digitalisat)
  - Bericht über die Einpflanzung und Ausbreitung der Kuhpocken in Sibirien in den Jahren 1805 und 1806. An den Minister des Inneren. Geschrieben in Irkutz am Ende des Jahres 1806. S. 200–224 (Digitalisat)
  - Ballota lanata. Ein neues Mittel gegen die Wassersucht. S. 271–276 (Digitalisat)
  - Das Preobrashenskische Hospital in St. Petersburg. S. 276–278 (Digitalisat)
- Russische Sammlung für Naturwissenschaft und Heilkunst. Herausgegeben von Dr. Alexander Crichton, Kaiserlich Russischem Leibarzte und Generalstabarzte des Ministeriums der allgemeinen Polizey. Dr. Joseph Rehmann, Kaiserlich Russischem Leibarzte und Dr. Karl Friedrich Burdach, Professor in Königsberg. Riga und Leipzig 1815. Darin eigene Beiträge:
  - Über den Plan zu einer ärztlichen Reise nach China. Im April 1805. S. 53–61 (Digitalisat)
  - Ballota lanata L., ein neues Mittel gegen die Wassersucht. S. 73–79 (Digitalisat)